# Sjtji

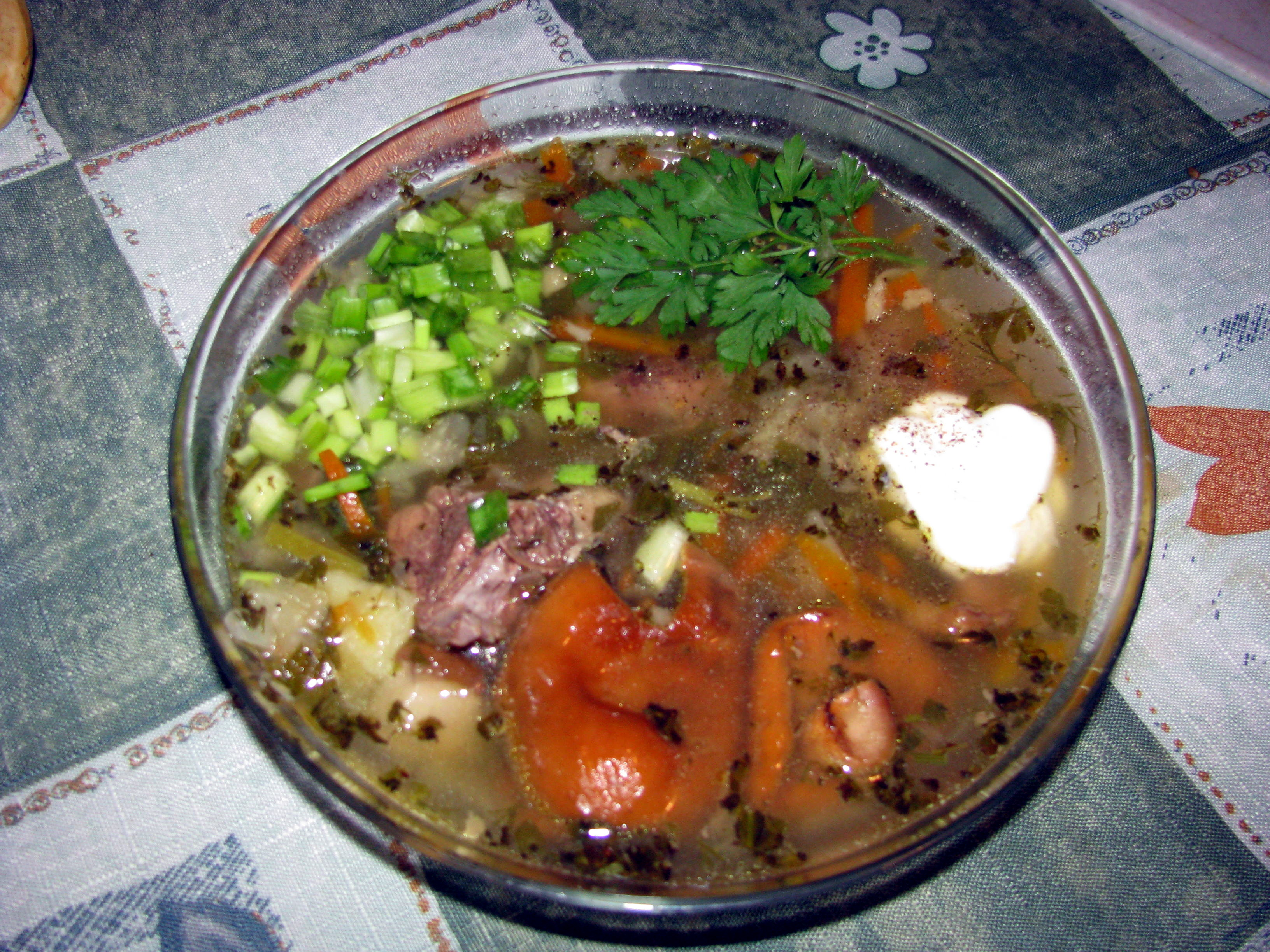
Sjtji

Sjtji (ryska: щи) är en rysk kålsoppa, och den maträtt som mest (åtminstone bland ryssarna själva) symboliserar det ryska köket.
Viktigaste beståndsdelen är vitkål eller surkål. Andra vanliga ingredienser är potatis, morot, lök, kött, matfett och kryddor. Soppan sjuds tills kålen blir mjuk. Soppan finns i en mängd varianter, även ett fåtal undantag där kål inte används, exempelvis nässelsoppa. En vanlig "sommar"-variant av sjtji görs på ängssyra. Sjtji serveras vanligen med en klick smetana (syrad grädde).

## Kuriosa
På ryska stavas щи med 2 bokstäver, men på tyska transkriberas det med hela 8 bokstäver: Schtschi. Detta användes i ett skämt om tsarinnan Katarina den Stora som hade tyskt påbrå, man sade att hon stavade så dåligt på ryska att hon lyckades göra åtta stavfel i ett ord på två bokstäver.[källa behövs]